# علي الديوان
علي أحمد الديوان ولد في البصرة (1 يوليو 1968 - وتوفي 18 يونيو 2006)، كان لاعب كرة قدم عراقي دولي سابق لعب لاعب خط وسط، وقضى معظم حياته المهنية مع نادي الميناء الرياضي. وهو نجل لاعب متعدد الرياضات الدولي السابق أحمد الديوان.

## مسيرته الرياضية
في 3 آذار 2013 أقامت مؤسسة الشهيد الحكيم للشباب والرياضة وبالتعاون مع شباب ورياضة محافظة البصرة بطولة رياضية للشباب لكرة القدم نيابة عن اللاعبين: نزار عبد الزهراء وعلي الديوان وكما شارك في البطولة رواد فريق الزوراء بقيادة فلاح حسن ورواد فريق الميناء بقيادة جليل حنون، حيث شارك في هذه البطولة 36 فريقًا.

## وفاته
أصيب بمرض حاد استمر عدة سنوات حتى وفاته في 18 يونيو / حزيران 2006.

## روابط خارجية
- كلمة تذكارية في وفاة اللاعب علي الديوان